# بلتنبرغ
بلتنبرغ (بالألمانية: Plettenberg) هي بلدة ألمانية تقع في ألمانيا في Märkischer Kreis.  يقدر عدد سكانها بـ 26,895 نسمة .

## المدن التوأمة
مدن بلودنز و شلويزينغن هي مدن توأمة لـبلتنبرغ.

## أعلام
- إدغار بارث
- كارل شميت
- جيرهارد هيرشفيلد